# Waarheidswaarde
In de wiskunde en de logica is de waarheidswaarde van een propositie de waarde die aangeeft in welke mate de propositie waar is.
In de klassieke logica zijn waar en onwaar de enige mogelijke waarheidswaarden van een propositie (ook bekend als de wet van de uitgesloten derde). In andere logica's, zoals in fuzzy logic en andere meerwaardige logica's, zijn er meer waarheidswaarden.
De verzameling { waar, onwaar } vormt een booleaanse algebra met twee elementen. Andere algebra's kunnen een andere verzameling waarheidswaarden gebruiken. De intuïtionistische logica maakt bijvoorbeeld gebruik van Heyting-algebra's.